# Esteve Garreta Roig
Esteve Garreta Roig (Reus, 28 de juliol de 1850 – Sant Feliu de Guíxols, 30 de setembre de 1914) fou un compositor català.
Pare del compositor guixolenc Juli Garreta i Arboix, Garreta va néixer a la ciutat de Reus. Era fill d'Esteve Garreta i Vidal, natural de Ger, a la Cerdanya, i de Dolors Roig i Borràs, natural d'Alcoi, al País Valencià. A mitjans de la dècada del 1850 la família es va traslladar a Vilanova i la Geltrú durant uns quants anys i, ja de jove, cap a 1870, es va desplaçar a viure a Sant Feliu de Guíxols.
El 9 de desembre de 1874 es va casar amb Inés Arboix Costart, nascuda a St. Feliu de Guixols, amb qui va tenir tres fills, Juli, Josep i Lluís, a qui va transmetre l'amor per la música, particularment la sardana.

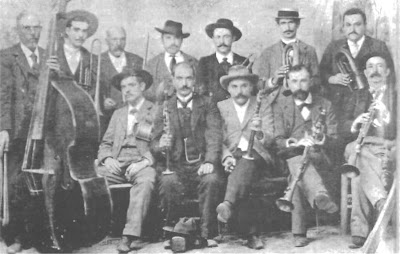
Orquestra Garreta a començaments del 1890

Gran aficionat a la música, va formar part de l'Orquestra Vella, que havia estat fundada pel mestre i director Feliu Palol i Estrada als anys seixanta del segle XiX. Passats uns anys, aquesta orquestra esdevindria la coneguda Orquestra Garreta. A la mort del seu fundador l'any 1879, Garreta va passar a ser-ne el director musical i, entre la població ganxona, es va començar a conéixer com “l'orquestra que dirigeix el Sr. Garreta”. Amb el temps, passaria a denominar-se Orquestra Garreta.

El dia de difunts de 1880, Garreta va estrenar la seva primera composició religiosa, un rèquiem a dos flautes i contrabaix. També va compondre diversos pasdobles que varen ser interpretats per l'Orquestra Vella en les seves passades per la vila.
Esteve Garreta va morir a Sant Feliu de Guíxols el 30 de setembre de 1914, a l'edat de seixanta-quatre anys.